# 장뤄윈
장뤄윈(중국어 간체자: 张若昀, 정체자: 張若昀, 병음: Zhāng Ruòyún, 한자음: 장약윤, 1988년 8월 24일~)은 중화인민공화국의 배우이다.

## 작품 목록

### 드라마
- 2015년 소후 웹드라마 《무심법사》 - 장현종 역
- 2016년 후난위성텔레비전 찬석독파극장 《청구호전설》 - 류정발 역
- 2016년 후난위성텔레비전 청춘진행중 《십오년등대후조》 - 페이셩쉬안 역
- 2016년 장쑤 위성 텔레비전 행복극장 《구주천공성 : 하늘의 신》 - 풍천일 역
- 2016년 후난위성텔레비전 금응독파극장 《마작》 - 탕산하이 역
- 2016년 소후 웹드라마 《법의진명》 - 천밍 역
- 2017년 후난위성텔레비전 금응독파극장 《친애적타문》 - 하안녕 역
- 2018년 저장 위성 텔레비전 중국람극장 《애정진화론》 - 루페이 역
- 2019년 후난위성텔레비전 금응독파극장 《첩전심해지경칩》 - 천산 역
- 2019년 텐센트 웹드라마 《경여년》 - 범한 역
- 2021년 아이치이 웹드라마 《췌서 : 데릴사위》 - 강호진 역
- 2021년 텐센트 웹드라마 《설중한도행 : 왕의 길》 - 서봉년 역
- 2022년 CCTV-8 황금강당극장 《경찰영예》 - 리다이웨이 역
- 2023년 아이치이 웹드라마 《현미경하적대명지사견안》 - 수가묵 역